# Pan Jun Shun
Pan Jun Shun (chinesisch 潘均順 / 潘均顺, Pinyin Pān Jūnshùn; * 1889; † 1974) war der erste chinesische Staatsbürger, dem der Titel „Gerechter unter den Völkern“ verliehen wurde. Während des Zweiten Weltkrieges versteckte und beschützte er ein ukrainisches jüdisches Mädchen.

## Biografie

### Frühe Jahre
1916 zog Pan Jun Shun nach Russland, um nach Arbeit zu suchen. Er blieb in Moskau und fand Arbeit als Hilfsarbeiter. Aufgrund der Russischen Revolution 1917 und der Gründung der Sowjetunion konnte er nicht nach China zurückkehren. Er heiratete in Moskau und hatte zwei Söhne.

### Rettung eines jüdischen Mädchens während des Zweiten Weltkriegs
1936 zog er nach Charkow in die Ukrainische Sowjetrepublik. Noch vor Beginn des Zweiten Weltkriegs starb seine Frau. Seine beiden Söhne wurden in die Rote Armee eingezogen und mussten im Zweiten Weltkrieg kämpfen, wovon sie nicht mehr zurückkehrten. Zu den Nachbarn in seiner Unterkunft in Charkow gehörte Aleksandra Babayeva mit ihrem Sohn, sowie die Jüdin Yelizaveta Taldik (geb. Dvorkina) mit ihrer zehnjährigen Tochter Lyudmila. Nach dem Einmarsch der Deutschen in Charkow am 23. Oktober 1941 wurden Yelizaveta und Lyudmila Taldik zum Umzug in das örtliche Ghetto gezwungen. Anfang Januar 1942 gelang Lyudmila gemeinsam mit anderen Jugendlichen die Flucht aus dem Ghetto. Das Schicksal ihrer Mutter Yelizaveta ist unbekannt. Lyudmila verlor den Kontakt zu den anderen Jugendlichen und wusste keine andere Option als zu ihrer früheren Wohnung zurückzukehren. Dort fand sie Pan Jun Shun und gemeinsam mit Aleksandra Babayeva versteckten sie das Kind. Lyudmila blieb ungefähr ein Jahr bei Pan und Babayeva. Ende 1942 befürchteten sie, dass weitere Nachbarn von der versteckten Lyudmila wussten, und sie beschlossen das Mädchen in das Haus von Mitrofan und Nadeshda Popelnyuk zu bringen. Dort blieb sie acht Monate bis zur Befreiung von Charkow am 23. August 1943.

### Nach dem Zweiten Weltkrieg
Lyudmila kehrte nach der Befreiung zu Pan Shun zurück, der sie wie seine Tochter behandelte.
Pan Jun Shun lebte weiter in der Ukraine bis zu seinem Tod 1974.

## Auszeichnungen
Am 19. Januar 1995 wurden Pan Yun Shun, Aleksandra Babayeva sowie Mitrofan und Nadeshda Popelnyuk von Yad Vashem als Gerechte unter den Völkern geehrt.